# Partícula de prueba
En física teórica, una partícula de prueba es un modelo idealizado de un objeto cuyas propiedades físicas (generalmente masa, carga, o volumen) se consideran insignificantes a excepción de la propiedad en la cual se está estudiando, sin alterar el comportamiento del resto del sistema. El concepto de una partícula de prueba por lo general simplifica problemas, y puede dar una buena aproximación del fenómeno físico. Además de su uso para la simplificación de la dinámica de un sistema en límites particulares, también se usa como un diagnóstico de una simulación por computadora de un proceso físico determinado.

## Gravedad clásica
El caso más fácil para la aplicación de una partícula de prueba se basa en la gravedad newtoniana. La expresión general que define la fuerza gravitacional entre dos masas {\displaystyle m_{1}} y {\displaystyle m_{2}} es:

{\displaystyle \mathbf {F} (\mathbf {r} )=-G{\frac {m_{1}m_{2}}{|\mathbf {r} _{1}-\mathbf {r} _{2}|^{3}}}\mathbf {r} }

Donde {\displaystyle \mathbf {r} _{1}} y {\displaystyle \mathbf {r} _{2}} representan las posiciones de cada una de las dos partículas en el espacio. Para la solución general a esta ecuación, donde ambas masas rotan alrededor de su centro de masa, se tiene:

{\displaystyle \mathbf {R} ={\frac {m_{1}\mathbf {r} _{1}+m_{2}\mathbf {r} _{2}}{m_{1}+m_{2}}}}

En el caso donde una de las masas es más grande que la otra ({\displaystyle m_{1}>>m_{2}}), se puede asumir que la masa más pequeña se mueve como una partícula de prueba en un campo gravitacional generado por la masa más grande, la cual no posee aceleración.  Definiendo el campo gravitacional como:

{\displaystyle \mathbf {g} (\mathbf {r} )=-{\frac {Gm_{1}}{|\mathbf {r} |^{3}}}\mathbf {r} }

donde {\displaystyle r} está definida como la distancia entre dos objetivos, las ecuaciones de movimiento de la masa más pequeña se reduce a

{\displaystyle \mathbf {a} (\mathbf {r} )={\frac {\mathbf {F} (\mathbf {r} )}{m_{2}}}=-\mathbf {g} (\mathbf {r} )}

y además solo contiene una variable, de esta manera la solución puede calcularse mucho más fácil. Este método da una muy buena aproximación a muchos problemas prácticos, como las órbitas de los satélites, cuya masa es relativamente más pequeña comparada a la de la tierra.

## Electrodinámica
En simulaciones con campos electromagnéticos, las características más importantes de una partícula de prueba es su carga eléctrica y su masa. En esta situación frecuentemente es denominada carga de prueba.

## Relatividad general
En teorías de gravitación métrica, particularmente la relatividad general, una partícula de prueba es un modelo idealizado de un objeto pequeño cuya masa es tan pequeña que no perturba considerablemente el campo gravitacional del ambiente.
De acuerdo con las ecuaciones del campo de Einstein, el campo gravitacional está localmente acoplado no sólo con la distribución no gravitacional de la equivalencia entre masa y energía, sino también a la distribución del momentum y la tensión mecánica (por ejemplo, la tensión mecánica viscosa en un fluido ideal).
En el caso de las partículas de prueba en una solución en el vacío o solución de campo eléctrico en el vacío, esto implica que además de la aceleración de marea experimentada por pequeñas nubes de partículas de prueba (girando o no), partículas de prueba pueden experimentar aceleraciones adicionales debido a las fuerzas de rotación.